# F-Klasse (DDG Hansa)
Die F-Klasse, auch Concord-Klasse, war eine Schiffsklasse der Reederei DDG „Hansa“.

## Geschichte
Die DDG „Hansa“ erwarb in den Jahren 1974/75 sechs baugleiche Schiffe des griechischen Reeders Michael A. Karageorgis. Die bei den japanischen Werften Mitsui Engineering & Shipbuilding in Osaka und Nipponkai Heavy Industries in Toyama gebauten Schiffe zählten zum Typ Mitsui Concord 18, einem einfach gehaltenen Liberty-Ersatzschiffstyp. Die ursprünglich für den Einsatz als Trampschiffe entworfenen Einheiten erhielten nach Übernahme durch die DDG „Hansa“ verschiedene Umbauten. Zwei Schiffe, die Aristogenis und Aristokleidis, wurden bei Blohm + Voss durch den Einbau von jeweils zwei Stülcken-Schwergutmasten zu den Schwergutschiffen Trifels und Trautenfels umgebaut. Die Trautenfels erhielt dabei 300-Tonnen-Masten, während bei der Trifels etwas leistungsfähigere 320-Tonnengeschirre eingebaut wurden, was die Trifels nach dem Umbau zum leistungsstärksten Schwergutschiff weltweit machte. Die Schwerguteinheiten wurden im Linieneinsatz zum Persischen Golf und anderen typischen Hansa-Fahrtgebieten eingesetzt.
Die restlichen vier Schiffe erhielten zunächst nur einen zusätzlichen 50-Tonnen-Schwergutbaum, bevor sie von der DDG „Hansa“ in Fahrt gesetzt werden. Einige Jahre später, 1978/79, werden diese Einheiten jedoch durch die Werft Jurong Shipyard in Singapur um 21,75 m verlängert und zum 924-TEU-Vollcontainerschiff umgebaut. Ihr Fahrtgebiet wurde die Hansa-Linie zwischen den Vereinigten Staaten und Europa.
Nachdem die Deutsche Dampfschifffahrts-Gesellschaft „Hansa“ am 18. August 1980 Konkurs angemeldet hatte, wurden alle sechs Schiffe veräußert, wobei sie teils bis zum Verkauf noch kurze Zeit für die DDG Hansa in Liquidation in Fahrt blieben. Die vier Containerschiffe wurden von der Hapag-Lloyd International in Singapur erworben und im Liniennetz der Hapag-Lloyd eingegliedert, die beiden Schwergutschiffe gingen an griechische Eigner.

## Technik
Der Hauptantrieb der Schiffe bestand aus einem Siebenzylinder-Mitsui/B&W-Dieselmotor vom Typ 7 K 62 EF mit einer Drehzahl von je 144 Umdrehungen in der Minute, der direkt auf einen Festpropeller wirkte. Ein Bugstrahlruder war nicht vorhanden.

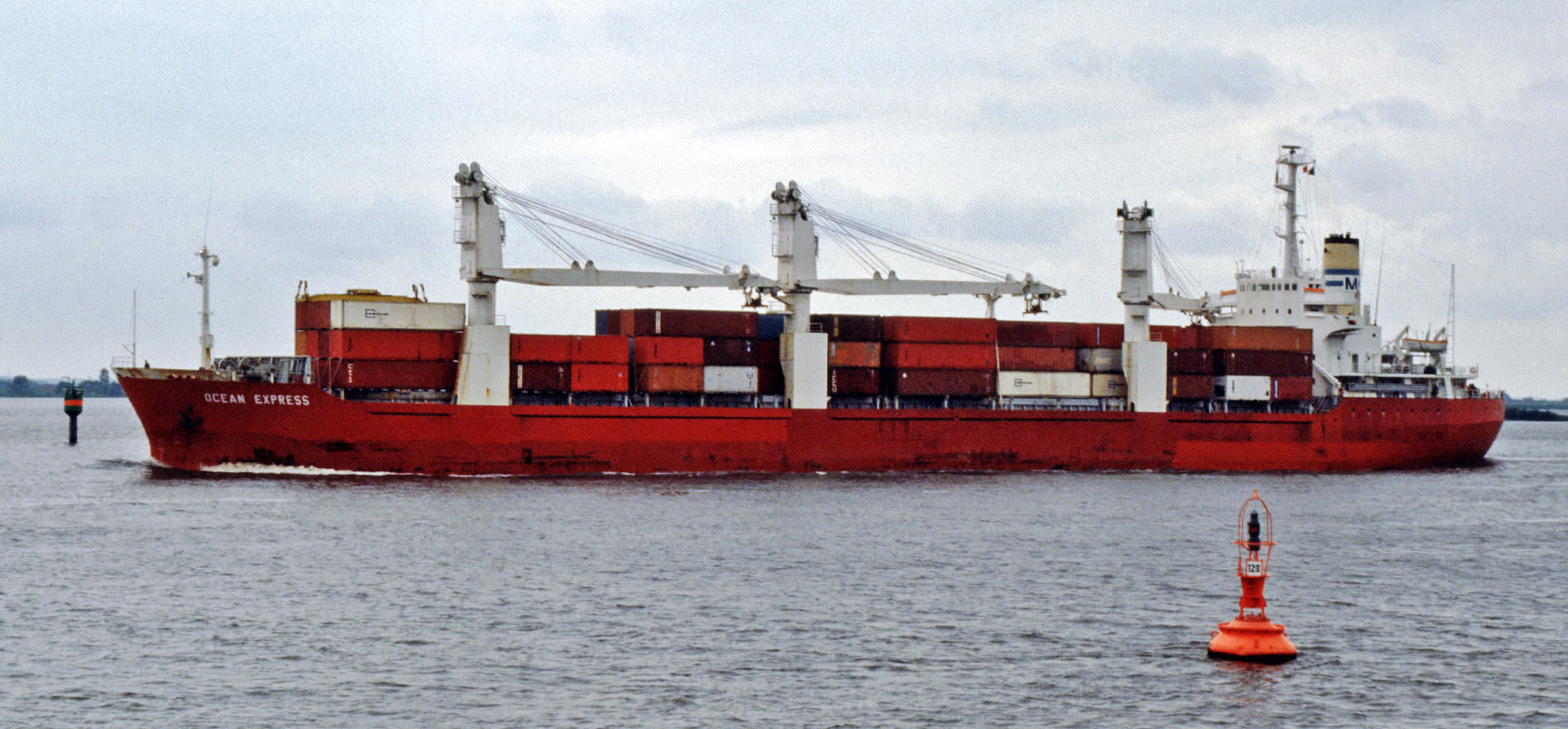
Aristipos 1990 als Ocean Express nach Umbau zum Containerschiff

## Die Schiffe
| DDG „Hansa“ F-Klasse | DDG „Hansa“ F-Klasse         | DDG „Hansa“ F-Klasse | DDG „Hansa“ F-Klasse              | DDG „Hansa“ F-Klasse | DDG „Hansa“ F-Klasse |
| Bauname              | Bauwerft / Baunummer         | IMO-Nummer           | Indienststellung Übernahme DDG    | Umbenennungen und Verbleib |                      |
| -------------------- | ---------------------------- | -------------------- | --------------------------------- | --- | -------------------- |
| Aristarchos          | Mitsui / 910                 | 7121671              | 18. Januar 1972 9. September 1974 | 1974 Freienfels, 1978/9 Umbau zum Semicontainerschiff, 1980 Neckar Express, 1984 Lizard, 1985 Leeward, 1996 Heung-A Carmen, 1998 ZIM Odessa I, 2004 Good Hope I, 2004 MSC Arabia, Abbruch ab 3. Juli 2010 in Alang                          |                      |
| Aristandros          | Mitsui / 921                 | 7206433              | 25. Mai 1972 18. Februar 1974     | 1974 Frankenfels, 1978/9 Umbau zum Semicontainerschiff, 1980 Fulda Express, 1984 Biscay, 1986 Carmen Carina, 1995 Heung-A Grace, 1998 Grace, 1998 ZIM Constantza I, 2004 Good Luck, 2004 MSC Sharjah, Abbruch ab 16. November 2008 in Alang |                      |
| Aristipos            | Nipponkai / 169              | 7326829              | 20. November 1973 15. Mai 1974    | 1974 Frauenfels, 1978/9 Umbau zum Semicontainerschiff, 1980 Ibn Al Suwaidi, 1982 Isar Express, 1986 Norasia Karsten, 1987 Carmen Alba, 1987 Ocean Express, 1993 Barbican Succes, 1998 Pangani, 1998 Tabora, Abbruch 1999 in Alang           |                      |
| Aristogenis          | Nipponkai / 170 Mitsui / 992 | 7355325              | 22. Februar 1974 25. April 1975   | 1975 Trifels, 1975 Umbau zum Schwergutschiff, 1980 Tribels, Abbruch 2002 in Alang |                      |
| Aristokleidis        | Mitsui / 981                 | 7374101              | 30. April 1974 20. Januar 1975    | 1975 Trautenfels, 1975 Umbau zum Schwergutschiff, 1980Trautenbels, Abbruch ab 5. April 2000 in Alang |                      |
| Aristotelis          | Mitsui / 990                 | 7374113              | 25. Juli 1974 26. März 1975       | 1975 Freudenfels, 1978/9 Umbau zum Semicontainerschiff, 1980 Werra Express, 1984 Werra, 1984 Windward, 2003 Pelayo, 2005 Windward, Abbruch ab 26. November 2008 in Alang                                                                    |                      |